# Gerard van Spaendonck
Gerard van Spaendonck (Tilburg, 22 de març de 1746 - París, 11 de maig de 1822) fou un pintor neerlandès, germà del també pintor Cornelis van Spaendonck.
Va ser deixeble de Herreyns a Anvers i més tard es va traslladar a París, quan ja havia adquirit just renom com a pintor de flors i fruites. A la capital de França va ser pintor del rei Lluís XVI de França i professor d'iconografia del Jardí Reial de les Plantes Medicinals, ingressant el 1781 en la Académie des Beaux-Arts de l'Institut de France. El 1793 el Jardí Reial de les Plantes Medicinals esdevé el Museu Nacional d'Història Natural de França i Van Spaendonck dissenya el logotip del Museu, utilitzat ininterrumpidament fins avui dia.
Les seves obres, que de vegades es confonen amb les de van Huyseur, es troben al Museu del Louvre, Angers, Museu Fabre, Fontainebleau, etc.

## Galeria

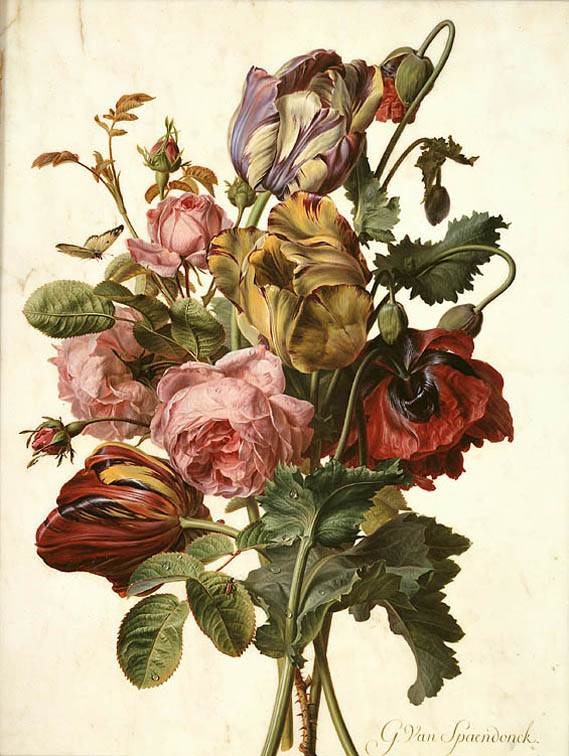
Bouquet : tulipes, roses et pavot somnifère, avec un papillon jaune, un capricorne rouge et une coccinelle à sept points.
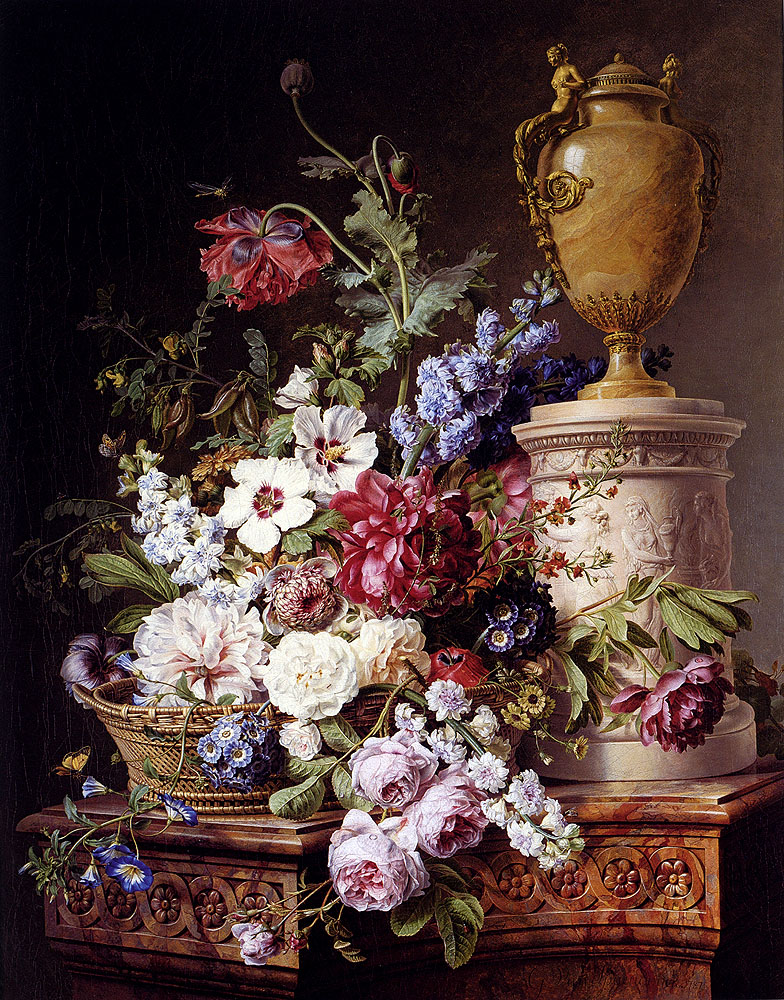
Nature morte : fleurs dans un panier avec deux papillons, une libellule, une mouche et un scarabée, à côté d'une urne en albâtre sur un piedestal de marbre.(1787).
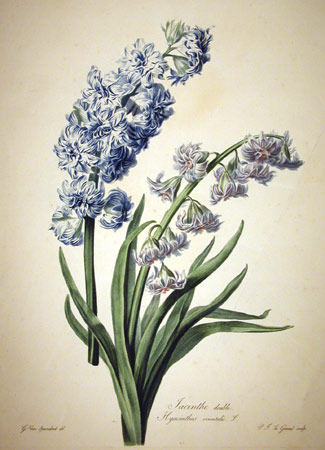
Jacinthe double. (1799-1801).
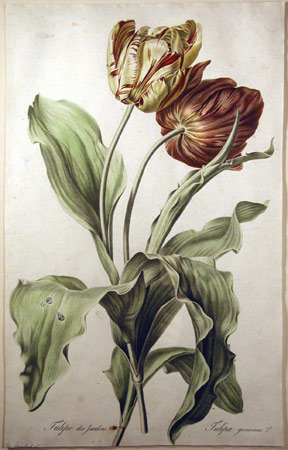
Tulipe des jardins. (1799-1801).